# Adam Jackson
Adam Lewis Jackson (* 18. Mai 1994 in Darlington) ist ein englischer Fußballspieler, der bei Lincoln City unter Vertrag steht.

## Karriere

### Verein
Adam Jackson begann seine Karriere in der Jugend des FC Middlesbrough, für die er bis 2015 spielte. Sein Stammverein verlieh ihn von September bis Oktober 2015 an den Drittligisten Coventry City, für den er ohne Einsatz blieb. Kurz darauf wurde Jackson ab November 2015 an den eine Klasse tiefer spielenden Verein Hartlepool United weiterverliehen. Zunächst nur für einen Monat als Ersatz für den verletzten Harry Worley angedacht, wurde die Leihe bis zum Ende der Saison 2015/16 verlängert. Der 21-Jährige kam dabei in 29 Partien zum Einsatz und steuerte als Innenverteidiger drei Tore bei.
Im August 2016 wechselte Jackson zum Zweitligisten FC Barnsley. Diesen verließ er drei Jahre später und unterschrieb einen Vertrag bei Hibernian Edinburgh. Bereits ein Jahr später wechselte Jackson zurück nach England zu Lincoln City.

### Nationalmannschaft
Adam Jackson spielte zwischen 2009 und 2012 in den Juniorenmannschaften von England. 
Sein Debüt gab er im Oktober 2009 in der englischen U16 gegen Wales. Ab dem Jahr 2010 spielte er in der U17, mit der er an der Weltmeisterschaft in Mexiko und Europameisterschaft in Serbien teilnahm. Danach war er noch in der U18 und U19 aktiv.